# Zebre Rugby 2014-2015

## Rosa

### Permit player
Di seguito elencati i permit player scelti per la stagione sportiva 2014-2015 dai club di Eccellenza ed Accademia FIR:
- Giacomo Bernini (N8) San Donà
- Agustín Cavalieri (SL) Calvisano
- Luigi Ferraro (TL) Calvisano
- Filippo Gerosa (SL) Viadana
- Renato Giammarioli (FL) Accademia FIR
- Lorenzo Giovanchelli (TL) San Donà
- Maxime Mbanda (FL) Calvisano
- Laert Naka (PL) Fiamme Oro
- Ruben Riccioli (FL) S.S. Lazio
- Federico Ruzza (SL) Viadana
- Roberto Santamaria (TL) Viadana
- Luca Scarsini (PL) Calvisano
- Braam Steyn (N8) Calvisano
- Michele Sutto (SL) Fiamme Oro
- Marcello Violi (MM) Calvisano

## Pro12 2014-15

### Stagione regolare
| Incontro                 | Andata | Ritorno |
| ------------------------ | ------ | ------- |
| Zebre — Cardiff Rugby    | 26-41  | 5-29    |
| Ulster — Zebre           | 33-13  | 6-13    |
| Munster — Zebre          | 31-5   | 31-7    |
| Zebre — Ospreys          | 14-15  | 22-53   |
| Zebre — Leinster         | 3-20   | 8-29    |
| Scarlets — Zebre         | 28-13  | 28-26   |
| Connacht — Zebre         | 43-3   | 40-10   |
| Zebre — Edimburgo        | 18-10  | 0-37    |
| Newport G.D. — Zebre     | 25-11  | 17-23   |
| Zebre — Benetton         | 16-26  | 15-17   |
| Zebre — Glasgow Warriors | 10-54  | 5-26    |

#### Risultati della stagione regolare
| Posizione | G  | V | N | P  | PF  | PS  | DP   | B | Pt |
| --------- | -- | - | - | -- | --- | --- | ---- | - | -- |
| 12ª       | 22 | 3 | 0 | 19 | 266 | 639 | -373 | 3 | 15 |

## European Rugby Challenge Cup 2014-15

### Girone 5
| Incontro           | Andata | Ritorno |
| ------------------ | ------ | ------- |
| Zebre — Oyonnax    | 24-33  | 3-20    |
| Brive — Zebre      | 21-26  | 23-13   |
| Gloucester — Zebre | 35-10  | 29-16   |

#### Risultati della fase a gironi
| Posizione | G | V | N | P | PF  | PS  | DP  | B | Pt |
| --------- | - | - | - | - | --- | --- | --- | - | -- |
| 3ª        | 6 | 2 | 0 | 4 | 102 | 154 | -52 | 0 | 8  |